# Pałac Moesów w Wierbce
Pałac Moesów w Wierbce – zabytkowy pałac w miejscowości Wierbka.

## Historia
Pałac wybudowany w 1889 z inicjatywy Aleksandra Moesa (1856-1928), który w 1894 ożenił się z hr. Janiną Miączyńską (1868-1946) herbu Suchekomnaty. Drugim synem z sześciorga dzieci małżeństwa był Władysław (1900-1986), pierwowzór Tadzia w powieści Tomasza Manna pt. Śmierć w Wenecji.
Obiekt jest częścią zespołu pałacowego, w skład którego wchodzi jeszcze park angielski.